# チェイス・ハイ・スクール
チェイス・ハイ・スクール（英語: Chase High School、略称: CHS）は、イギリス・エセックスのサウスエンド＝オン＝シーにある男女共学の高等学校。チェイス・ハイ・スクールのスローガンは「Aspiration, Care and Excellence」（やる気・思いやり・優秀）。

## 歴史
チェイス・ハイ・スクールは2006年に設立された。2015年にアカデミーに変換された。2011年の、OFSTED検査の結果は「Requires Improvement」